# کانتون بوسنی مرکزی
استان بوسنی مرکزی (به لاتین: Central Bosnia Canton) یک استان در بوسنی و هرزگوین است که در فدراسیون بوسنی و هرزگوین واقع شده‌است.
مساحت این استان ۳٬۱۸۹ کیلومتر مربع و جمعیت آن در سال ۲۰۱۳ میلادی ۲۷۳٬۱۴۹ نفر بوده است.